# Молевница
Молевница — река в России, протекает в Кичменгско-Городецком районе Вологодской области и Вохомском районе Костромской области. Устье реки находится в 181 км по левому берегу реки Вохма. Длина реки составляет 14 км. Река течёт по ненаселённому лесу в южном направлении.

## Данные водного реестра
По данным государственного водного реестра России относится к Верхневолжскому бассейновому округу, водохозяйственный участок реки — Ветлуга от истока до города Ветлуга, речной подбассейн реки — Волга от впадения Оки до Куйбышевского водохранилища (без бассейна Суры). Речной бассейн реки — (Верхняя) Волга до Куйбышевского водохранилища (без бассейна Оки).
По данным геоинформационной системы водохозяйственного районирования территории РФ, подготовленной Федеральным агентством водных ресурсов:
- Код водного объекта в государственном водном реестре — 08010400112110000040953
- Код по гидрологической изученности (ГИ) — 110004095
- Код бассейна — 08.01.04.001
- Номер тома по ГИ — 10
- Выпуск по ГИ — 0